# Blattachsel

Blattachsel (englisch axil)

Blattachsel ist ein Begriff aus der Botanik. 
Der Begriff bezeichnet bei Samenpflanzen den Winkel bzw. Bereich, an dem Blattoberseite (bzw. Blattstieloberseite; englisch stem) und Sprossachse (englisch branch) ineinander übergehen. Aus hier entstehenden Knospen („Achselknospen“ genannt) können vegetative Seitentriebe (Achseltriebe) oder Blüten bzw. Blütenstände („achselständig“) hervorgehen. Ein Blatt, in dessen Achsel ein Seitentrieb entsteht, wird auch als Tragblatt bezeichnet, bei Blüten bezeichnet man es stattdessen als Deckblatt oder Braktee.